# Марк Брайдон
Марк Еррінгтон Брайдон (англ. Mark Errington Brydon) — англійський басист, гітарист, композитор, аранжувальник, інженер звукозапису, виконавець реміксів та продюсер, найвідоміший як учасник гурту Moloko. 

## Попередня робота
Він походить з Сандерленда, Англія, але зарекомендував себе на музичній сцені Шеффілда, особливо з фанк-гуртом Chakk, просування якого від MCA Records фінансувало будівництво студії FON. До її банкрутства Брайдон позбувся своїх інтересів у легендарній студії FON  для чого він робив все, починаючи від проектування архітектури студії до вибору обладнання. [джерело?]
Брайдон зробив значний внесок у британський поп-хіт House Arrest 1987 року Круша. Він продовжував свою кар'єру завдяки внескам у записи та ремікси, такі як «The Funky Worm» (сингл «Hustle! (To the Music ...)» стане хітом номер один у чарт-програмі Billboard's Dance Club Songs Chart у 1988 р.) та зусиллями Yazz, The Human League,  Psychic TV, Boy George, Art of Noise, Sly and Robbie, Кабаре Вольтер та інші колективи.  Як бас-гітарист / продюсер, він був учасником Chakk та Cloud Nine.  

## Moloko
Його найбільший внесок у британську мистецьку естраду на сьогодні відбувся в результаті зустрічі з Рошин Мерфі, з якою він створив Moloko, на вечірці. Двоє побачили це одразу після того, як співачка Рошин Мерфі підійшла до Брайдона, говорячи: «Чи подобається тобі мій щільний светр? Подивіться, як це пасує моєму тілу». Вони почали працювати спочатку як дует для двох альбомів, а потім створили повний склад для гастролей та запису останніх двох альбомів Moloko.
Молоко продовжив безстрокову перерву після випуску Statues у 2003 році, після чого відбувся успішний тур та випуск повноформатного концертного відео «11000 кліків» у 2004 році (зняте під час їх остаточного виступу в Брікстоні, наприкінці туру Statues).

## Подальша робота
Після невизначеного розпаду Moloko Брайдон зосередив свої сили на дизайні нової студії. 
Він також продовжує побічну кар'єру як реміксер під такими псевдонімами, як DJ Plankton. 